# أندي هاستينغز
أندي هاستينغز (بالإنجليزية: Andy Hastings)‏ هو لاعب كرة قدم أمريكية أمريكي، ولد في 24 يناير 1893 في بروكفيل في الولايات المتحدة، وتوفي في 23 مايو 1934 في بيتسبرغ في الولايات المتحدة.